# Farid Zeineddine
Farid Omar Zaki Zeineddine (arabisch فريد زين الدين, DMG Farīd Zain ad-Dīn; * 1907 im Libanon-Gebirge; † 17. Januar 1973) war ein syrischer Diplomat.

## Leben
Die Familie von Farid ibn Mohamed ibn Hasan Zeineddine gehörte zur Religionsgemeinschaft der Drusen. Zeineddine konvertierte offiziell zum sunnitischen Islam, wurde bei Posten, die nach religiösem Proporz besetzt wurden, zu den Drusen gezählt und bekleidete als solcher ungewöhnlich ranghohe Positionen, zumal religiöse Vorurteile Drusen als traditionell unzuverlässig diffamierten.
Er erwarb 1925 den Bachelor an der Amerikanischen Universität Beirut, wurde 1932 an der Sorbonne zum Doktor der Rechte promoviert und studiert an der Universität in Berlin. Danach lehrte er Betriebswirtschaft an der Amerikanischen Universität Beirut.

## Liga der Nationalen Aktion
1929 beschloss Zeineddine mit Darwisch Miqdadi (1897–1961) eine moderne Partei zu gründen, welche sich gegen die Kolonialisierung des arabischen Ostens durch die Europäer wandte. Mit Schukri al-Quwatli war er an der Gründung der Arabischen Befreiungsgesellschaft beteiligt. Während des Völkerbundmandats für Syrien und den Libanon gab es politische Willensbildung in Dīwāns, welche in Madāfa (Gästehaus) oder Salāmlik (Empfangssaal) der wohlhabenden Landeigentümerbürokratie und Händlern abgehalten wurden. Im August 1933 gründeten Zayn, Darwisch Miqdadi und etwa 50 weitere die Liga der Nationalen Aktion in Quara'il in den libanesischen Bergen.
Das politische Establishment in Syrien wurde damals von Landeigentümern und im osmanischen Reich ausgebildeten Politikern dominiert.  Zeineddine engagierte sich in dieser Liga, zu der auch Sabri al-Asali, Zaki al-Arsuzi, Munir al-Adschlani und Constantin Zureik gehörten. Sie erlangte 1933 eine gewisse Popularität, die aber mit dem Tod des charismatischen Führers Abdul Razzaq al-Dandaschi (1899–1935) endete.

## Karriere
Zeineddine war von 1933 bis 1935 Universitätsprofessor im Irak, bis 1936 arbeitete er als Anwalt in Syrien. 1937 trat er in den auswärtigen Dienst, wo er bis 1938 die Abteilung Politik leitete. 1939 verließ er den auswärtigen Dienst, als Syrien die Annexion des Sandschak Alexandretta (İskenderun) durch die Türkei nicht verhindern konnte, wofür er Premierminister Dschamil Mardam Bey verantwortlich machte.
Zeineddine wurde Parteigänger von Schukri al-Quwatli, der 1943 Präsident von Syrien wurde. Vom 25. April 1945 bis zum 26. Juni 1945 war Zeineddine Mitglied der syrischen Delegation bei der Konferenz von San Francisco und verhandelte 1945 bis 1946 im UN-Sicherheitsrat über den Abzug der fremden (französischen) Truppen aus Syrien. Bei der Unabhängigkeit Syriens 1946 wurde Zeineddine Generalsekretär des Außenministeriums (de facto Minister). Von 1947 bis 1951 war er Botschafter in Moskau. Er verhandelte 1949 im Auftrag von Präsident Haschim al-Atassi mit Kronprinz Abd al-Illah in Bagdad über Pläne für eine Integration von Syrien und Irak – ein Vorhaben ("Einheit des Euphrattals"), das wegen der Kurzlebigkeit der syrischen Regierungen nie über die Planungsphase hinauskam. Von 1951 bis 1953 vertrat er die syrische Regierung beim UN-Hauptquartier.
Farid Zeineddine gehörte zu den Gründern der Banque Centrale de Syrie.
Von 1952 bis 1958 vertrat er die syrische Regierung in Washington, D.C. Zeitgleich war er bei der Regierung in Mexiko-Stadt akkreditiert. Nach der Sueskrise im August 1957 scheiterte die CIA bei der Operation Strangle, einer Verschwörung gegen Schukri al-Quwatli, der gute Beziehungen zur Sowjetunion pflegte. In der Folge wies die Regierung Eisenhower zwei Mitarbeiter der syrischen Botschaft in Washington aus, worauf die Regierung al-Quwatli Zeineddine aus Washington abberief. Nach dem Zusammenschluss Syriens mit Ägypten zur Vereinigten Arabischen Republik vertrat er die Union von 1958 bis 1959 in Bonn als Botschafter in der Bundesrepublik Deutschland.
Nach dem Auseinanderbrechen der Union konspirierte er von 1961 bis 1963 mit einer Politikergruppe, um die Vereinigte Arabische Republik wiederentstehen zu lassen. Er reiste nach Kairo, führte Gespräche mit Gamal Abdel Nasser und verbündete sich mit unzufriedenen Offizieren der Streitkräfte Syriens. 
Im März 1962 entwarf er die politische Konzeption für einen Putsch, der Präsident Nazem Koudsi, den Parlamentssprecher al-Kuzbarun und Premierminister Maarouf al-Dawalibi aus dem Amt werfen sollte. Militärisch wurde der Putsch von Oberst Abd al-Karim al-Nehlawi geleitet, der sich von dem Unternehmen einen Machtzuwachs versprach. Ein paar Tage nachdem der Putsch durchgeführt wurde, führte Generalstabschef Abdul Karim Zahr al-Din eine Militäraktion an, der von Offizieren durchgeführt wurde, welche die Machtverhältnisse, wie sie sich nach dem Scheitern der Vereinigten Arabischen Republik eingestellt hatten, erhalten wollten.
1963 verabredete sich Zeineddine erneut zu einem Putsch, diesmal mit Abdul Karim Zahr al-Din, der wie er der Religionsgemeinschaft der Drusen angehörte, für die erste Märzwoche. Am 8. März führte das Militärkomitee der Baath-Partei eine erfolgreiche Operation durch und enthob beide Männer ihrer Ämter.

## Werke
- Le Régime du Contrôle des Mandats Internationaux. (1933)
- National Movements for Liberty and Union in 19th-Century in Europe. (1935)